# Junior Eurovision Song Contest 2014

Deltagande länder
Länder som deltog tidigare år men inte 2014

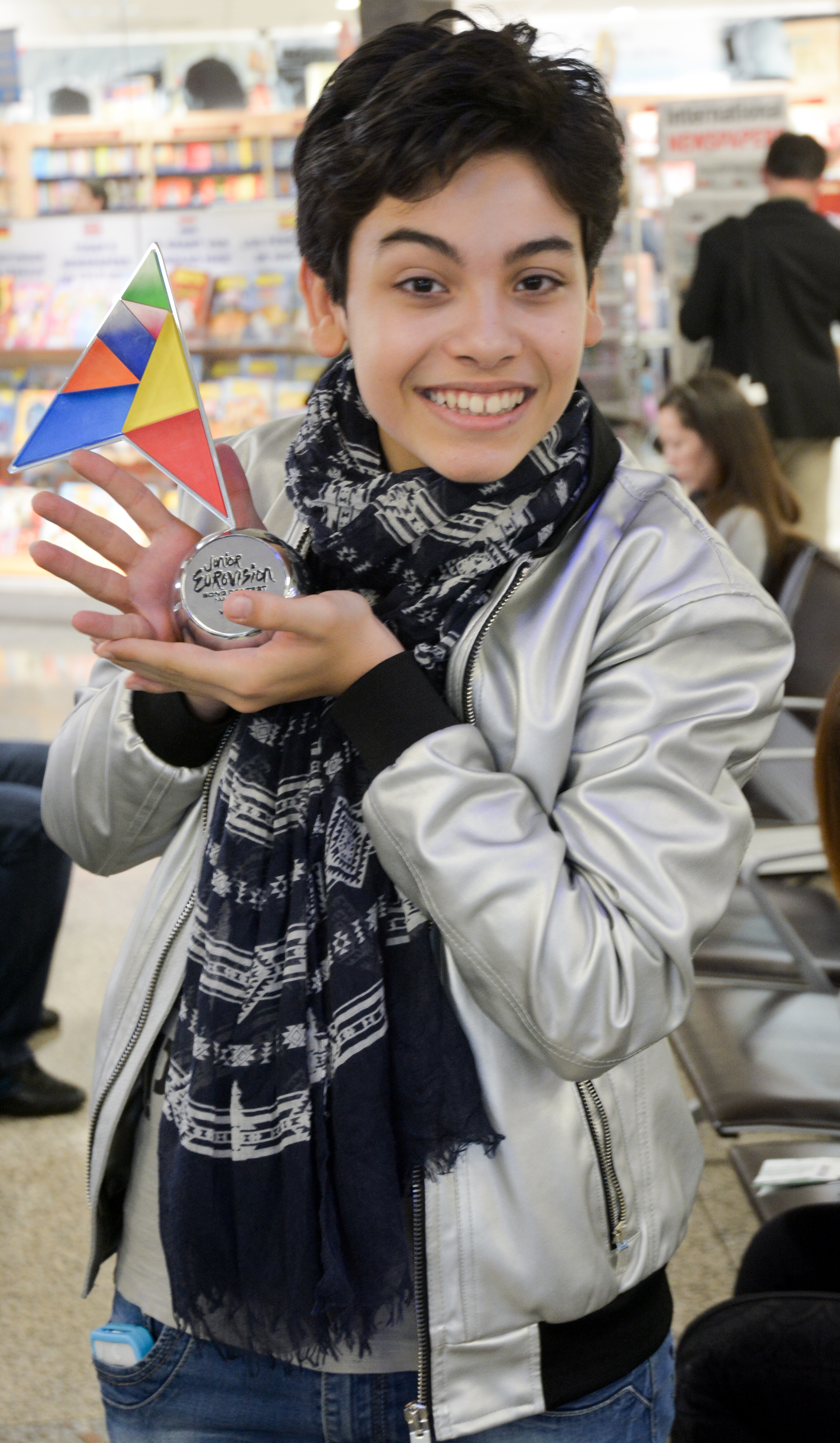
Vinnaren Vincenzo Cantiello håller i sin vinnartrofé.

Junior Eurovision Song Contest 2014 var den tolfte upplagan av Junior Eurovision Song Contest och anordnades den 15 november 2014 på ön Malta, med Moira Delia som programledare. Tävlingen vanns av 14-åriga Vincenzo Cantiello för Italien med låten "Tu primo grande amore" (Du, min första stora kärlek), medan andra och tredje plats gick till Bulgarien och Armenien, respektive. För andra gången i tävlingens historia vann ett debuterande land, tidigare hade Kroatien lyckats med detta under den första upplagan av tävlingen, 2003.

## Arrangemanget

### Värdlandet
Under presskonferensen tillägnad vinnaren för 2013 års tävling, det vill säga Gaia Cauchi, öppnade det maltesiska tevebolaget för att arrangera tävlingen året därpå i och med landets seger 2013.
Redan den 18 december 2013 meddelade det maltesiska tevebolaget Public Broadcasting Services (PBS) tillsammans med den Europeiska Radio- och TV-unionen att 2014 års upplaga av tävlingen skulle arrangeras på Malta. Enligt tävlingens regelverk ska det inte spela någon roll i vilket land tävlingen arrangeras i oavsett om detta land vunnit tävlingen året innan eller ej. Detta för att inte sätta extra vinstpress på de tävlande barnen och ungdomarna.

### Plats
Malta är en ö i södra, mellersta Medelhavet söder om Italien som utgör huvuddelen av landet Malta. Ön har en area på 246 km². Landets huvudstad Valletta ligger på ön.
Terrängen på Malta är platt. Öns högsta punkt är 251 meter över havet. Den sträcker sig 21,5 kilometer i nord-sydlig riktning, och 23,2 kilometer i öst-västlig riktning.
Vladislav Yakovlev, verkställande handledare för Junior Eurovision Song Contest, meddelade att tävlingen för första gången i historien inte skulle arrangeras i en stad. Istället arrangerades tävlingen på ön Malta, därmed fick tävlingen en så kallad värd-ö istället för en värdstad. Arenan, Malta Shipbuilding, valdes den 16 juni 2014. Byggnaden är egentligen en tillhörande varvsbyggnad till ett skeppsvarv på ön Malta. Den mellersta hallen användes som publikområde med den tillhörande scenen, medan de två sidobyggnaderna användes till in- och utgångar samt toaletter. Kapaciteten uppgick till omkring 4 500 åskådare.

## Format

### Förändringar och nyheter
Efter att Malta valts till värdland presenterade det maltesiska tevebolaget PBS några fokusområden inför tävlingen. Bland annat arbetade PBS och EBU med att lägga barnen ännu mer i fokus, samt att locka fler tonåringar till tävlingen. Maxlängden på låtarna ändrades från 2:45 till 3:00, även om den tidigare gränsen överstegs ett flertal gånger innan den blev uppflyttad.

### Grafisk design
Den 9 maj 2014 bekräftade Anton Attard, tevebolagets VD, tävlingens logotyp och slogan. "#Together" hade valts till tävlingens slogan, och logotypen var tydligt inspirerad av maltesiska Johannitkorset. Logotypen innehöll flera färgfält, där varje fält representerade något speciellt; sand, hav, sten, gräs, himmel, skymning och solnedgång.  Vykorten mellan varje bidrag inkluderade temat "extrema sporter", och filmades delvis vid SmartCity-komplexet.
Scendesignen presenterades under delegationsmötet den 30 september 2014. Gio'Forma, ett Milano-baserat designföretag, stod bakom scenens design vilken var tydligt inspirerad av logotypens triangelformade utseende, i kombination med temat origami. Produktionsteamet intog arenan den 21 november.

### Programledaren
Den 10 september 2014 presenterade PBS Moira Delia som programledare. För den maltesiska publiken är hon känd för att bland annat ha lett den maltesiska uttagningen för Eurovision Song Contest ett flertal gånger. 2008 delade hon ut Maltas poäng, där Sveriges Charlotte Perrelli tog hem tolvan. I och med att Delia valdes till programledare blev hon den första att leda tävlingen helt på egen hand.

### Nytt röstningssystem
Röstningssystemet fungerade precis som tidigare; varje land hade en nationell jurygrupp bestående av fem medlemmar, och dessutom kunde tittarna i varje land rösta på deras favoriter (med undantag för San Marino och Slovenien som använde sig av enbart juryröstning). Både juryn och tittarna gav 12 poäng till bidraget som var mest omtyckt, 10 poäng till det bidrag som var näst mest omtyckt, och därefter 8 ner till 1 poäng. Juryns och tittarnas poäng slogs sedan ihop och bildade ett resultat. För första gången i tävlingens historia presenterades skillnaderna mellan juryns och folkets röster, det så kallade splittrade resultatet. Olikt tidigare år läste varje lands röstavlämnare upp enbart 8, 10 och 12 poäng medan poäng 1-7 visades på skärmen. Dessutom startade varje land på 12 poäng för att undvika att något land skulle hamna på noll poäng.
Den 30 oktober 2014 meddelade EBU att en omröstning på deras hemsida skulle ta plats under omröstningen, vilket gjorde att tittare utanför de tävlande länderna kunde rösta på sina favoriter. Dessa röster räknades dock inte in i det officiella resultatet, men det land som fick flest online-röster tilldelades priset "Online Winner Award", under presskonferensen tillägnad tävlingens officiella vinnare. För att undvika riggad omröstning publicerades resultatet från online-röstningen på Junior Eurovisions hemsida efter det att tävlingen var avslutad. Olyckligtvis kraschade hemsidan under röstningen och priset för online-vinnaren delades inte ut.

## Deltagande länder
Den 30 september 2014 presenterades deltagarlistan med de 16 deltagande länderna, en ökning med fyra länder sedan 2013. Bland de 16 deltagande länderna deltog Italien, Montenegro och Slovenien för första gången.
Cypern bekräftade sitt återvändande till tävlingen den 3 juli 2014 efter ett fyra år långt uppehåll. Den 25 juli bekräftade det nationella tevebolaget i Serbien att man på nytt skulle skicka en representant till tävlingen efter att ha varit borta i tre år. Bara sex dagar senare, den 31 juli, bekräftade Bulgariens tevebolag sitt deltagande efter ett två år långt uppehåll. Det slutligen fjärde återvändande landet samt det totalt sextonde landet att bekräfta deltagande var Kroatien, som inte hade medverkat i tävlingen sedan 2006. Efter sju års frånvaro skickades en kroatisk representant åter till tävlingen. Anmärkningsvärt är att dessa fyra länder hoppade av Eurovision Song Contest 2014, men valde att återkomma till Juniortävlingen.
Tre länder hoppade dock av tävlingen; Azerbajdzjan, Makedonien och Moldavien. Det makedonska tevebolaget MRT valde att hoppa av tävlingen men angav dock ingen anledning. Troligt är att landets sistaplats 2013 kan ha spelat sin roll till varför landet hoppade av tävlingen. De övriga två, Azerbajdzjan och Moldavien, hördes aldrig av EBU och deltog därmed heller inte i tävlingen. De båda länderna fanns ej presenterade på den officiella deltagarlistan som presenterades den 30 september.
Utöver de 16 deltagande länderna sändes tävlingen även i Argentina (Radio WU), Australien (SBS), Nya Zeeland (World FM), Peru (Du Pont's Radio), Singapore (247 Music Radio), Storbritannien (103 The Eye, K107, Oystermouth Radio, Radio Six International och Shore Radio) och USA (KCGW (Williams Life Radio); och WXDR (Delgado’s Dolphin Radio)). Det fanns även rapporter om att tävlingen sändes i Costa Rica, men detta har inte kunnat verifieras.

### Andra länder
- Grekland – Den 22 maj 2014 rapporterade det grekiska tevebolaget NERIT att man avsåg att skicka en representant till Malta, vilket skulle göra att Grekland skulle tävla för första gången på sex år. Senare, den 7 juli, drog det grekiska tevebolaget dock in sin bekräftan och valde att avstå från tävlan.[22][23][24]
- Irland – Ett av de irländska tevebolagen, Raidió Teilifís Éireann (RTÉ), bekräftade redan i december 2013 att de inte hade något intresse över att medverka i tävlingen, trots att ha deltagit under ett av tävlingens styrelsemöten.[25] Ett annat tevebolag, TG4, visade dock intresse över ett eventuellt deltagande. För att detta skulle bli möjligt krävdes dock finansiering från det så kallade Broadcasting Authority of Ireland (BAI).[26] BAI avvisade tevebolagets förfrågningar om finansiering i maj 2014, vilket omöjliggjorde ett deltagande från Irlands sida. TG4 meddelade dock att man inför 2015 års upplaga skulle arbeta hårdare kring denna fråga.[27][28]
- Portugal – Det portugisiska tevebolaget RTP bekräftade ursprungligen sitt återvändande till tävlingen den 28 juli 2014, men drog in detta besult den 4 september.[29][30]
- Rumänien – Bianca Dinescu, representant för det rumänska tevebolaget TVR, meddelade i en intervju att tevebolaget såg över möjligheten att återvända till tävlingen 2014, efter att ha varit borta i fyra år.[31] Den 2 augusti 2014 bekräftades det dock att Rumänien inte skulle återvända till tävlingen 2014. TVR menade dock att dörren till ett eventuellt deltagande i framtiden inte var stängd.[32]
- Spanien – Under Eurovision Song Contest 2014 meddelade Spaniens delegationschef, Federico Llano, att Televisión Española (TVE) inte planerade att återvända till tävlingen 2014. Om Spanien över huvud taget skulle återvända i framtiden skulle auditions anordnas runtom i landet för att slutligen avgöra vem som skulle få representera landet.[33][34]
- Tyskland – Det tyska tevebolaget Norddeutscher Rundfunk (NDR) meddelade den 24 maj 2014 att man inte skulle komma att debutera i tävlingen 2014 eftersom de inte trodde att produktionen skulle bli någon succé när det kom till antalet tittarsiffror i Tyskland. Trots detta observerades upplagan av tevebolaget och man visade sin öppenhet till att debutera 2015.[35][36]
- Ungern – Det ungerska tevebolaget MTVA bekräftade den 9 juli 2014 att man inte tänkte genomföra en debut till 2014 års tävling, trots att det spreds många rykten om att detta planerades.[37][38][39][40]

Följande länders tevebolag avböjde inbjudan till tävlingen utan några större förklaringar:

- Belgien – VRT[41]
- Danmark – DR[42] och TV2[43]
- Finland – Yle Fem[44] och Yle[45]
- Island – RÚV[46]
- Lettland – LTV[47]
- Litauen – LRT[48]
- Norge – NRK[49]
- Polen – TVP[50]
- Schweiz – RSI[51]
- Storbritannien – ITV,[52] BBC, Channel 4 och S4C[53]
- Tjeckien – ČT[47][54][55]
- Österrike – ORF[47]

### Startordningen
Under delegationsmötet den 30 september 2014 sökte tevebolaget PBS tillsammans med produktionsteamet tillstånd att förändra regeln kring startordningen, där artisterna lottade fram sina respektive startpositioner. Detta system användes 2013. Ändringen skedde till förmån för värdlandet, Malta, som därmed fick lotta fram sin startposition medan de övriga länderna lottade fram sina respektive starthalvor.
Lottningen ägde rum under öppningsceremonin, vilken arrangerades på Verdalapalatset den 9 november 2014. Först anordnades en förstahandslottning där de tävlande länderna, med undantag för Malta, lottade fram sina respektive starthalvor. Denna lottning skedde redan den 7 november och programleddes av Moira Delia, Vladislav Yakovlev och Gaia Cauchi.  PBS och produktionsteamet avgjorde sedan den slutliga startordningen för att undvika att flera lika bidrag skulle framföras efter varandra. Denna metod har använts sedan Eurovision Song Contest 2013. Tävlingens högsta chef presenterade startordningen tillsammans med styrelsen kort efter öppningsceremonin. Vitryssland hade valts till att inleda, medan Nederländerna hade valts till att avsluta showen.

## Resultat
| Nr | Land          | Artist                  | Bidrag                                                | Språk                    | Plac. | Poäng |
| -- | ------------- | ----------------------- | ----------------------------------------------------- | ------------------------ | ----- | ----- |
| 01 | Vitryssland   | Nadezhda Misyakova      | "Sokal" (Сокал)                                       | vitryska                 | 7     | 71    |
| 02 | Bulgarien     | Krisia, Hasan & Ibrahim | "Planet of the Children"                              | bulgariska               | 2     | 147   |
| 03 | San Marino    | The Peppermints         | "Breaking My Heart"                                   | italienska, engelska     | 15    | 21    |
| 04 | Kroatien      | Josie                   | "Game Over"                                           | kroatiska, engelska      | 16    | 13    |
| 05 | Cypern        | Sophia Patsalides       | "I pio omorfi mera" (Η πιο όμορφη μέρα)               | grekiska, engelska       | 9     | 69    |
| 06 | Georgien      | Lizi Pop                | "Happy Day"                                           | georgiska, engelska      | 11    | 54    |
| 07 | Sverige       | Julia Kedhammar         | "Du är inte ensam"                                    | svenska, engelska1       | 13    | 28    |
| 08 | Ukraina       | Sympho-Nick             | "Spring Will Come"                                    | ukrainska, engelska      | 6     | 74    |
| 09 | Slovenien     | Ula Ložar               | "Nisi sam (Your Light)"                               | slovenska, engelska      | 12    | 29    |
| 10 | Montenegro    | Maša och Lejla          | "Budi dijete na jedan dan" (Буди дијете на један дан) | montenegrinska, engelska | 14    | 24    |
| 11 | Italien       | Vincenzo Cantiello      | "Tu primo grande amore"                               | italienska, engelska     | 1     | 159   |
| 12 | Armenien      | Betty                   | "People of the Sun"                                   | armeniska, engelska      | 3     | 146   |
| 13 | Ryssland      | Alisa Kozhikina         | "Dreamer"                                             | ryska, engelska          | 5     | 96    |
| 14 | Serbien       | Emilija Đonin           | "Svet u mojim očima" (Свет у мојим очима)             | serbiska                 | 10    | 61    |
| 15 | Malta         | Federica Falzon         | "Diamonds"                                            | engelska                 | 4     | 116   |
| 16 | Nederländerna | Julia                   | "Around"                                              | nederländska             | 8     | 70    |

NOTERINGAR
1. ^ I finalen sjöng Julia några rader ur refrängen i sticket på engelska, men studioversionen är helt och hållet på svenska.

## Poängtabeller
Vincenzo Cantiello från Italien vann tävlingen efter att Malta hade avlagt sina röster, då det blev statiskt omöjligt för tvåan att komma ikapp. Precis som föregående år delades priser ut till de pallplacerade bidragren, det vill säga Italien, Bulgarien och Armenien.
Barnens jury var först med att avlägga sina poäng.
| Splittrat resultat | Splittrat resultat | Splittrat resultat | Splittrat resultat | Splittrat resultat |
| Plac.              | Tittarröster       | Poäng              | Juryröster         | Poäng              |
| ------------------ | ------------------ | ------------------ | ------------------ | ------------------ |
| 1                  | Bulgarien          | 143                | Italien            | 143                |
| 2                  | Armenien           | 124                | Armenien           | 114                |
| 3                  | Italien            | 100                | Malta              | 113                |
| 4                  | Ukraina            | 100                | Bulgarien          | 86                 |
| 5                  | Ryssland           | 89                 | Cypern             | 73                 |
| 6                  | Nederländerna      | 69                 | Ryssland           | 72                 |
| 7                  | Malta              | 64                 | Serbien            | 65                 |
| 8                  | Vitryssland        | 58                 | Vitryssland        | 62                 |
| 9                  | Cypern             | 42                 | Nederländerna      | 45                 |
| 10                 | Georgien           | 41                 | Georgien           | 44                 |
| 11                 | Slovenien          | 39                 | Sverige            | 39                 |
| 12                 | Serbien            | 34                 | Ukraina            | 24                 |
| 13                 | San Marino         | 11                 | Montenegro         | 21                 |
| 14                 | Montenegro         | 10                 | Slovenien          | 14                 |
| 15                 | Sverige            | 3                  | San Marino         | 11                 |
| 16                 | Kroatien           | 1                  | Kroatien           | 3                  |

| 50% jury- och tittarröster 100% juryröster | 50% jury- och tittarröster 100% juryröster   | Resultat | Resultat | Resultat | Resultat  | Resultat   | Resultat | Resultat | Resultat | Resultat | Resultat | Resultat  | Resultat   | Resultat | Resultat | Resultat | Resultat | Resultat | Resultat      |
| 50% jury- och tittarröster 100% juryröster | 50% jury- och tittarröster 100% juryröster   | Σ        |          | Belarus  | Bulgarien | San Marino | Kroatien | Cypern   | Georgien | Sverige  | Ukraina  | Slovenien | Montenegro | Italien  | Armenien | Ryssland | Serbien  | Malta    | Nederländerna |
| 50% jury- och tittarröster 100% juryröster | 50% jury- och tittarröster 100% juryröster   | Σ        |          |          |           |            |          |          |          |          |          |           |            |          |          |          |          |          |               |
| D                                          | Vitryssland                                  | 71       | 8        |          | 1         | 3          | 2        | 1        | 6        | 5        | 6        | 2         |            | 1        | 3        | 8        |          | 6        | 7             |
| D                                          | Bulgarien                                    | 147      | 4        | 7        |           |            | 12       | 12       | 8        | 10       | 8        | 10        | 8          | 10       | 7        | 7        | 12       | 8        | 12            |
| D                                          | San Marino                                   | 21       |          |          |           |            |          |          |          |          |          |           |            | 8        |          |          |          | 1        |               |
| D                                          | Kroatien                                     | 13       |          |          |           | 1          |          |          |          |          |          |           |            |          |          |          |          |          |               |
| D                                          | Cypern                                       | 69       | 6        | 3        | 8         | 8          |          |          | 4        | 6        |          | 4         | 4          | 5        |          | 3        |          |          | 6             |
| D                                          | Georgien                                     | 54       | 1        | 4        | 2         | 2          | 1        | 3        |          |          | 2        |           |            |          | 12       | 5        | 1        | 7        | 2             |
| D                                          | Sverige                                      | 28       |          |          |           |            |          | 2        | 1        |          | 3        |           |            | 4        | 1        |          |          |          | 5             |
| D                                          | Ukraina                                      | 74       |          | 6        | 4         |            | 7        | 4        | 7        |          |          | 1         | 10         | 3        | 4        | 4        | 5        | 4        | 3             |
| D                                          | Slovenien                                    | 29       |          | 1        |           |            | 3        |          |          | 2        |          |           | 3          |          | 2        |          | 2        |          | 4             |
| D                                          | Montenegro                                   | 24       |          |          |           |            |          |          |          |          |          | 3         |            |          |          |          | 4        | 5        |               |
| D                                          | Italien                                      | 159      | 12       | 2        | 10        | 12         | 10       | 10       | 10       | 7        | 10       | 12        | 12         |          | 8        | 6        | 8        | 10       | 8             |
| D                                          | Armenien                                     | 146      | 7        | 12       | 12        | 7          | 6        | 6        | 12       | 8        | 12       | 8         | 2          | 2        |          | 12       | 6        | 12       | 10            |
| D                                          | Ryssland                                     | 96       | 5        | 10       | 7         | 5          | 5        | 8        | 3        | 1        | 5        | 7         | 5          |          | 10       |          | 10       | 3        |               |
| D                                          | Serbien                                      | 61       | 3        |          | 6         | 6          | 8        |          |          | 3        | 4        | 5         | 7          | 6        |          | 1        |          |          |               |
| D                                          | Malta                                        | 116      | 10       | 8        | 5         | 10         |          | 7        | 5        | 4        | 7        | 6         | 6          | 12       | 6        | 10       | 7        |          | 1             |
| D                                          | Nederländerna                                | 70       | 2        | 5        | 3         | 4          | 4        | 5        | 2        | 12       | 1        |           | 1          | 7        | 5        | 2        | 3        | 2        |               |
| D                                          | Alla länder tilldelades 12 poäng automatiskt |          |          |          |           |            |          |          |          |          |          |           |            |          |          |          |          |          |               |

### 12 poäng
| Nr | Mottagande land | Röstande land                                              |
| -- | --------------- | ---------------------------------------------------------- |
| 6  | Armenien        | Bulgarien, Georgien, Malta, Ryssland, Ukraina, Vitryssland |
| 4  | Bulgarien       | Cypern, Kroatien, Nederländerna, Serbien                   |
| 4  | Italien         | Barnens jury, Montenegro, San Marino, Slovenien            |
| 1  | Georgien        | Armenien                                                   |
| 1  | Malta           | Italien                                                    |
| 1  | Nederländerna   | Sverige                                                    |

- Alla länder fick 12 poäng i början av omröstningen för att undvika att något land skulle hamna på noll poäng.

## Andra priser

### Pressresultat

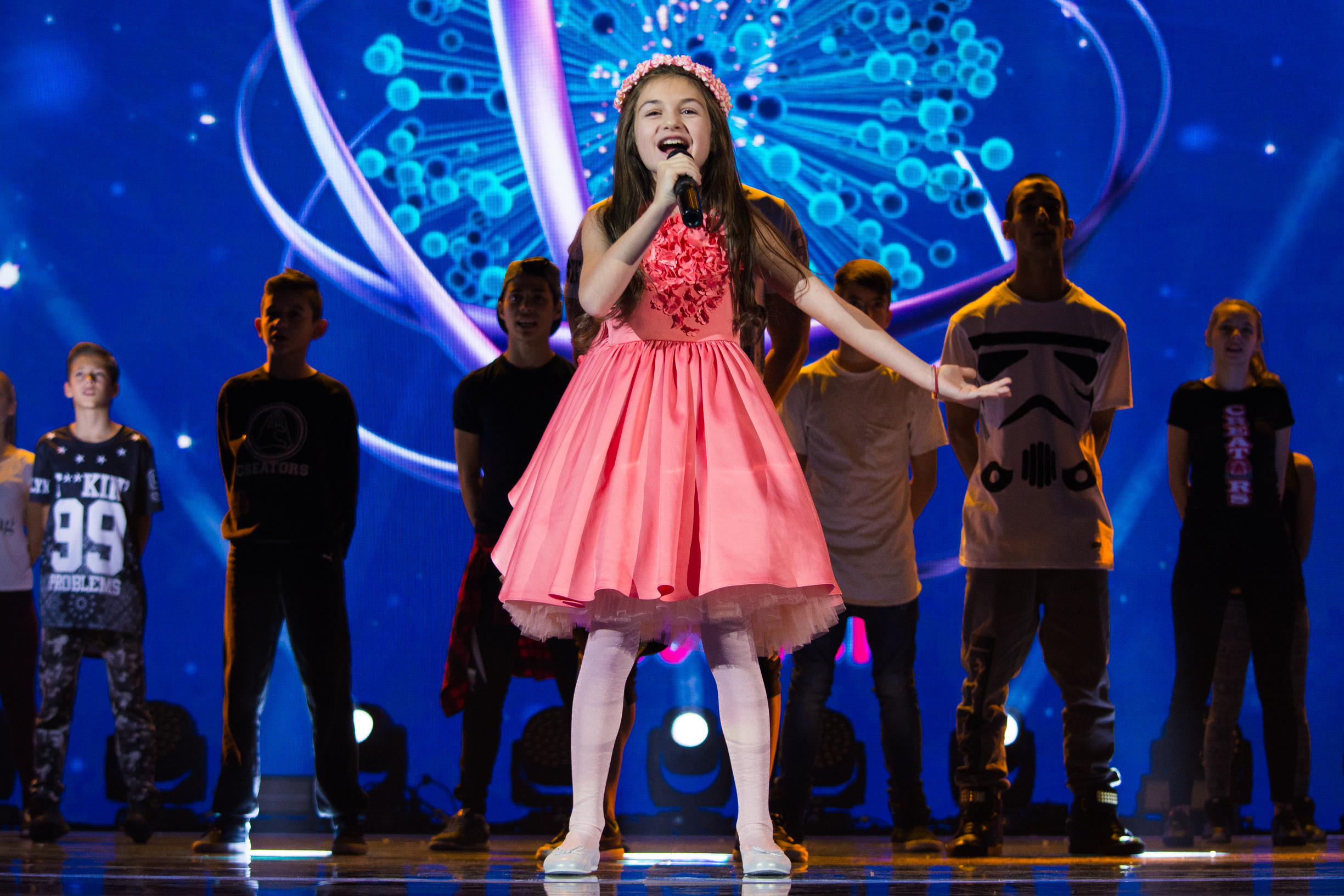
Krisia Torodova vid Junior Eurovision Song Contest 2015 i Bulgarien.

På presscentret intill arenan kunde pressens medlemmar rösta på deras favoriter inför tävlingen. Nedan listas de fem bästa låtarna enligt de som röstade:
| Land          | Bidrag                   | Artist(er)                       | Poäng |
| ------------- | ------------------------ | -------------------------------- | ----- |
| Bulgarien     | "Planet of the Children" | Krisia Todorova, Hasan & Ibrahim | 300   |
| Italien       | "Tu primo grande amore"  | Vincenzo Cantiello               | 229   |
| Malta         | "Diamonds"               | Federica Falzon                  | 221   |
| Cypern        | I pio omorfi mera"       | Sophia Patsalides                | 205   |
| Nederländerna | "Around"                 | Julia                            | 155   |

## Kommentatorer och röstavlämnare

### Kommentatorer
De flesta av ländernas tevebolag skickade kommentatorer till Malta, medan vissa kommenterade från hemmaplan. Tävlingen sändes i 23 länder, vilket var rekordmånga. 
- Argentina – Victor Barrera (Radio WU)
- Armenien – Avet Barseghyan (Armenia 1)
- Australien – Georgia McCarthy and Andre Nookadu (SBS2)
- Bulgarien – Georgy Kushvaliev and Elena Rosberg (BNT/bTV)
- Cypern – Kyriacos Pastides (CyBC 2)
- Georgien – Mero Chikashvili och Temo Kvirkvelia (GPB)
- Irland – Ewan Spence (92.5 Phoenix FM)[68]
- Italien – Simone Lijoi och Antonella Clerici (Rai Gulp)
- Kroatien – Ivan Planinić and Aljoša Šerić (HRT 2)
- Malta – Daniel Chircop (PBS)
- Montenegro – Dražen Bauković och Tamara Ivanković (TVCG 2)[69]
- Nederländerna – Jan Smit (NPO 3)
- Nya Zeeland – Ewan Spence (World FM)[68]
- Peru – Diego Du Pont (Du Pont's Radio)
- Ryssland – Olga Shelest och Alexander Gurevich (Karousel)[69]
- San Marino – Lia Fiorio och Gilberto Gattei (SMRTV)
- Serbien – Silvana Grujić (RTS 2)
- Singapore – Ewan Spence (247 Music Radio)[68]
- Slovenien – Bernarda Žarn (Radiotelevizija Slovenija)
- Storbritannien – Ewan Spence (103 The Eye, K107, Oystermouth Radio, Radio Six International and Shore Radio)[68]
- Sverige – Edward af Sillén och Ylva Hällen (SVT Barnkanalen)
- Ukraina – Timur Miroshnychenko (NTU)
- USA – Ewan Spence (KCGW (Williams Life Radio); och WXDR (Delgado’s Dolphin Radio))[70]
- Vitryssland – Anatoliy Lipetskiy (BTRC)

### Röstavlämnare
Nedan listas samtliga deltagande länders röstavlämnare i startordning:

- Barnens jury – Gaia Cauchi (2013 års vinnare)[71]
- Vitryssland – Katerina Taperkina[72]
- Bulgarien – Ina Angelova[72]
- San Marino – Clara[71]
- Kroatien – Sarah[71]
- Cypern – Paris Nicolaou[72]
- Georgien – Mariam Khunjgurua[72]
- Sverige – Elias Elffors Elfström (representerade Sverige 2013)[73]
- Ukraina – Sofia Tarasova (representerade Ukraina 2013)[74]
- Slovenien – Gal Fajon[72]
- Montenegro – Aleksandra[71]
- Italien – Geordie[71]
- Armenien – Monica Avanesyan (representerade Armenien 2013)[75]
- Ryssland – Mariya Kareeva[72]
- Serbien – Tamara Vasović[72]
- Malta – Julian Pulis[71]
- Nederländerna – Mylène och Rosanne (representerade Nederländerna JESC 2013)[76]

## Album
Junior Eurovision Song Contest 2014: Malta, är ett samlingsalbum ihopsatt av EBU och gavs ut i november 2014. Albumet innehåller alla låtar från 2014 års tävling.
| 1.           | People of the Sun                          | Betty (Armenien)                            | 2:39  |
| 2.           | Planet of the Children                     | Krisia, Hasan & Ibrahim (Bulgarien)         | 3:00  |
| 3.           | Sokal                                      | Nadezhda Misyakova (Vitryssland)            | 2:56  |
| 4.           | I Pio Omorfi Mera - The Most Beautiful Day | Sophia Patsalides (Cypern)                  | 3:04  |
| 5.           | Happy Day                                  | Lizi Pop (Georgien)                         | 2:52  |
| 6.           | Game Over                                  | Josie (Kroatien)                            | 2:46  |
| 7.           | Tu primo grande amore                      | Vincenzo Cantiello (Italien)                | 3:04  |
| 8.           | Diamonds                                   | Federica Falzon (Malta)                     | 3:05  |
| 9.           | Budi dijete na jedan dan                   | Maša Vujadinović & Lejla Vulić (Montenegro) | 2:55  |
| 10.          | Around                                     | Julia (Nederländerna)                       | 2:49  |
| 11.          | Dreamer                                    | Alisa Kozhikina (Ryssland)                  | 3:01  |
| 12.          | Breaking My Heart                          | The Peppermints (San Marino)                | 3:00  |
| 13.          | Svet U Mojim Očima/World In My Eyes        | Emilija Đonin (Serbien)                     | 2:45  |
| 14.          | Nisi sam (Your Light)                      | Ula Ložar (Slovenien)                       | 3:00  |
| 15.          | Du är inte ensam                           | Julia Kedhammar (Sverige)                   | 3:15  |
| 16.          | Spring Will Come                           | Sympho-Nick (Ukraina)                       | 2:55  |
| Total längd: | Total längd:                               | Total längd:                                | 47:06 |

| 1.           | People of the Sun (Instrumental version)                          | Betty (Armenien)                            | 2:39  |
| 2.           | Planet of the Children (Instrumental version)                     | Krisia, Hasan & Ibrahim (Bulgarien)         | 3:00  |
| 3.           | Sokal (Instrumental version)                                      | Nadezhda Misyakova (Vitryssland)            | 2:56  |
| 4.           | I Pio Omorfi Mera - The Most Beautiful Day (Instrumental version) | Sophia Patsalides (Cypern)                  | 3:04  |
| 5.           | Happy Day (Instrumental version)                                  | Lizi Pop (Georgien)                         | 2:52  |
| 6.           | Game Over (Instrumental version)                                  | Josie (Kroatien)                            | 2:46  |
| 7.           | Tu primo grande amore (Instrumental version)                      | Vincenzo Cantiello (Italien)                | 3:04  |
| 8.           | Diamonds (Instrumental version)                                   | Federica Falzon (Malta)                     | 3:05  |
| 9.           | Budi dijete na jedan dan (Instrumental version)                   | Maša Vujadinović & Lejla Vulić (Montenegro) | 2:55  |
| 10.          | Around (Instrumental version)                                     | Julia (Nederländerna)                       | 2:49  |
| 11.          | Dreamer (Instrumental version)                                    | Alisa Kozhikina (Ryssland)                  | 3:01  |
| 12.          | Breaking My Heart (Instrumental version)                          | The Peppermints (San Marino)                | 3:00  |
| 13.          | Svet U Mojim Očima/World In My Eyes (Instrumental version)        | Emilija Đonin (Serbien)                     | 2:45  |
| 14.          | Nisi sam (Your Light) (Instrumental version)                      | Ula Ložar (Slovenien)                       | 3:00  |
| 15.          | Du är inte ensam (Instrumental version)                           | Julia Kedhammar (Sverige)                   | 3:15  |
| 16.          | Spring Will Come (Instrumental version)                           | Sympho-Nick (Ukraina)                       | 2:55  |
| Total längd: | Total längd:                                                      | Total längd:                                | 47:06 |